# Tetraodon nigroviridis
Grønplettet kuglefisk (Tetraodon nigroviridis) er en tropisk fiskeart, som findes i Indien, Indonesien og Sri Lanka. Fiskene kan blive op til ca. 15 cm lange. Fiskene er grønne eller grønlige med sorte pletter.
Denne kuglefisk er altædende, men de spiser særligt gerne snegle og andre bløddyr. Grønplettet kuglefisk er nyttig til at rydde ud i et snegleinficeret akvarium, men når sneglene slipper op, kan de finde på at bide i finnerne på andre fisk. De kan dog også slå sig løs på alger og andre planter. Da fiskenes tænder vokser livet igennem, er det vigtigt, at noget af deres føde har slibende virkning – f.eks. sneglehuse.
Grønplettet kuglefisk er en brakvandsfisk, som særligt når de bliver ældre foretrækker mere salt vand. De trives bedst i vandtemperaturer mellem 24-28°C